# دوك كوك (لاعب كرة قاعدة)
دوك كوك (بالإنجليزية: Doc Cook) هو لاعب كرة قاعدة أمريكي، ولد في 24 يونيو 1886 في Whitt, Texas ‏ في الولايات المتحدة، وتوفي في 30 يونيو 1973 في لورنسبورغ في الولايات المتحدة.